# Eredivisie de 2010–11
A Eredivisie de 2010–11 foi a 55ª edição do Campeonato Neerlandês de Futebol. A disputa é com o mesmo regulamento dos anos anteriores, quando foi implementado o sistema de pontos corridos.

## Promovidos e Rebaixados
| Pos. | Rebaixados da Eredivisie 2009–10 |
| ---- | -------------------------------- |
| 16º  | Sparta Rotterdam                 |
| 18º  | Waalwijk                         |

| Pos. | Promovidos da Eerste Divisie |
| ---- | ---------------------------- |
| 1º   | De Graafschap                |
| 3º   | Sparta Rotterdam             |

## Regulamento
A Eredivisie está sendo disputada por 18 clubes em 2 turnos. Em cada turno, todos os times jogam entre si uma única vez. Os jogos do segundo turno serão realizados na mesma ordem no primeiro, apenas com o mando de campo invertido. Não há campeões por turnos, sendo declarado campeão holandês o time que obtiver o maior número de pontos após as 34 rodadas.

### Critérios de desempate
Caso haja empate de pontos entre dois clubes, os critérios de desempates serão aplicados na seguinte ordem:
1. Número de vitórias
2. Saldo de gols
3. Gols marcados
4. Confronto direto
5. Número de cartoes vermelhos
6. Número de cartoes amarelos

### Playoffs

#### Liga Europa da UEFA
Os clubes que ficaram entre a quarta e a sétima posição disputarão duas fases de playoffs. Esses playoffs são realizados na série "melhor de 3 partidas", sendo que os melhores colocados vão dispútar o segundo jogo (e o terceiro, caso haja) em casa. o vencedor dos playoffs disputarão a Liga Europa da UEFA na temporada 2010-11.

#### Promoção/Rebaixamento
O penúltimo e o antepenúltimo colocado do campeonato vai disputar junto com os outros dez clubes da Eerste Divisie (a Segunda Divisão Holandesa) disputarão três fases de playoffs. Sendo que no caso dos que disputam a primeira divisão vão disputar a partir da segunda fase.
Na primeira fase, onde disputam apenas quatro clubes da segunda divisão (duas em cada chave), são disputados apenas confrontos de ida e volta (com o gol fora como desempate). Nas duas últimas fases, são realizados na série "melhor de 3 partidas".
Na última fase, restam 4 clubes. Os vencedores de cada partida disputam a primeira divisão na temporada 2010-11, enquanto os eliminados vão disputar a segunda divisão na mesma temporada.

## Participantes
| Clube           | Localização | Estádio                  | Capacidade |
| --------------- | ----------- | ------------------------ | ---------- |
| ADO Den Haag    | Haia        | Den Haag Stadion         | 15,000     |
| Ajax            | Amsterdam   | Amsterdam ArenA          | 51,638     |
| AZ              | Alkmaar     | AZ Stadion               | 17,150     |
| Excelsior       | Rotterdam   | Woudestein               | 3,527      |
| Feyenoord       | Rotterdam   | Stadion Feijenoord       | 51,137     |
| De Graafschap   | Doetinchem  | De Vijverberg            | 12,600     |
| Groningen       | Groningen   | Euroborg                 | 22,329     |
| Heerenveen      | Heerenveen  | Abe Lenstra Stadion      | 26,800     |
| Heracles Almelo | Almelo      | Polman Stadion           | 8,500      |
| NAC Breda       | Breda       | Rat Verlegh Stadion      | 17,254     |
| NEC             | Nijmegen    | Stadion de Goffert       | 12,470     |
| PSV             | Eindhoven   | Philips Stadion          | 35,119     |
| Roda JC         | Kerkrade    | Parkstad Limburg Stadion | 19,979     |
| Twente          | Enschede    | De Grolsch Veste         | 24,244     |
| Utrecht         | Utrecht     | Stadion Galgenwaard      | 24,426     |
| Vitesse         | Arnhem      | GelreDome                | 26,600     |
| VVV-Venlo       | Venlo       | De Koel                  | 7,500      |
| Willem II       | Tilburg     | Koning Willem II Stadion | 14,637     |

## Classificação
| Pos | Equipes         | Pts | J  | V  | E  | D  | GM | GS | SG  | Classificação ou rebaixamento                                   |
| --- | --------------- | --- | -- | -- | -- | -- | -- | -- | --- | --------------------------------------------------------------- |
| 1   | Ajax            | 73  | 34 | 22 | 7  | 5  | 72 | 30 | +42 | Fase de Grupos da Liga dos Campeões da UEFA                     |
| 2   | Twente          | 71  | 34 | 21 | 8  | 5  | 65 | 34 | +31 | Terceira pré-eliminatória da Liga dos Campeões da UEFA          |
| 3   | PSV Eindhoven   | 69  | 34 | 20 | 9  | 5  | 79 | 34 | +45 | Rodada de play-off da Liga Europa da UEFA                       |
| 4   | AZ Alkmaar      | 59  | 34 | 17 | 8  | 9  | 55 | 44 | +11 | Terceira pré-eliminatória da Liga Europa da UEFA                |
| 5   | Groningen       | 57  | 34 | 17 | 6  | 11 | 65 | 52 | +13 | Play-off para a segunda pré-eliminatória da Liga Europa da UEFA |
| 6   | Roda JC         | 55  | 34 | 14 | 13 | 7  | 65 | 50 | +15 | Play-off para a segunda pré-eliminatória da Liga Europa da UEFA |
| 7   | ADO Den Haag    | 54  | 34 | 16 | 6  | 12 | 63 | 55 | +8  | Play-off para a segunda pré-eliminatória da Liga Europa da UEFA |
| 8   | Heracles Almelo | 49  | 34 | 14 | 7  | 13 | 65 | 56 | +9  | Play-off para a segunda pré-eliminatória da Liga Europa da UEFA |
| 9   | Utrecht         | 47  | 34 | 13 | 8  | 13 | 55 | 51 | +4  |                                                                 |
| 10  | Feyenoord       | 44  | 34 | 12 | 8  | 14 | 53 | 54 | −1  |                                                                 |
| 11  | NEC Nijmegen    | 43  | 34 | 10 | 13 | 11 | 57 | 56 | +1  |                                                                 |
| 12  | Heerenveen      | 41  | 34 | 10 | 11 | 13 | 60 | 54 | +6  |                                                                 |
| 13  | NAC Breda       | 40  | 34 | 12 | 5  | 17 | 44 | 60 | −16 |                                                                 |
| 14  | De Graafschap   | 38  | 34 | 9  | 11 | 14 | 31 | 56 | −25 |                                                                 |
| 15  | Vitesse         | 35  | 34 | 9  | 8  | 17 | 42 | 61 | −19 |                                                                 |
| 16  | Excelsior       | 35  | 34 | 10 | 5  | 19 | 45 | 66 | −21 | Play-off de Rebaixamento                                        |
| 17  | VVV-Venlo       | 21  | 34 | 6  | 3  | 25 | 34 | 76 | −42 | Play-off de Rebaixamento                                        |
| 18  | Willem II       | 15  | 34 | 3  | 6  | 25 | 37 | 98 | −61 | Zona de rebaixamento à Eerste Divisie                           |

## Artilheiros
Eder Lopes
Bendtner
Nuno Bettencourt